# Vaundy
Vaundy (sinh ngày 6 tháng 6 năm 2000) là một ca sĩ, nhạc sĩ người Nhật đến từ Tokyo. Anh bắt đầu sự nghiệp âm nhạc vào năm 2019 trên YouTube. Hãng thu âm của anh là Vaundy Artwork Studio thuộc Stardust Promotion.

## Tiểu sử
Khi mới bước chân vào tiểu học, Vaundy đã nuôi dưỡng niềm đam mê trở thành một ca sĩ. Anh bắt đầu học sáng tác nhạc kể từ những năm học trung học thông qua các phần mềm như Cubase và Vocaloid. Không chỉ là người biết viết lời, anh còn biết thu âm, phối khí, làm phim và thiết kế. Anh từng có thời gian theo học tại nhạc viện Ongaku-juku Voice (音楽塾ヴォイス) tại Minato, Tokyo.
Năm 2019, anh bắt đầu đăng tải nhạc trên YouTube với bài hát đầu tay là "pain". Anh bùng nổ vào cuối năm đó với đĩa đơn đầu tiên "Tokyo Flash", đạt 100 triệu lượt nghe sau hai năm phát hành và được trao chứng nhận bạch kim bởi Hiệp hội Công nghiệp Ghi âm Nhật Bản (RIAJ). Theo sự thành công này, anh được chọn vào danh sách "Early Noise 2020" của Spotify, danh sách nghệ sỹ được kỳ vọng sẽ tạo nên bước đột phá lớn trong năm 2020. Anh phát hành album đầu tiên Strobo vào ngày 27 tháng 5 năm 2020, đây là album được nghe nhiều thứ hai tại Nhật Bản trong năm 2023. Một số bài hát trong album như "Tomoshibi" được dùng làm ca khúc chủ đề cho bộ phim truyền hình Tokyo Love Story, "Bye by me" được dùng làm ca khúc chủ đề cho bộ phim Suteteyo, Adachi-san.
Ngày 23 tháng 2 năm 2022, Vaundy phát hành EP Hadaka no Yuusha có bài hát cùng tên được dùng làm ca khúc mở đầu cho mùa thứ hai của bộ anime Ousama King. Anh cũng hợp tác với ca sĩ Ado sáng tác bài hát "Gyakkо̄" cho bộ phim One Piece Film: Red. Vào ngày 10 tháng 12 cùng năm, anh ra mắt ca khúc "Chainsaw Blood" được dùng làm bài hát kết thúc cho tập đầu tiên của anime Chainsaw Man, ca khúc được xếp thứ 13 trên bảng xếp hạng Billboard Japan Hot 100. Cuối năm 2022, anh trình bày bài hát "Kaijuu no Hana Uta" và "Omokage (trình bày cùng với milet, Aimer, Ikuta Lilas)" trên chương trình Dai 73 NHK Kōhaku Uta Gassen, màn trình diễn này đã giúp anh leo lên vị trí thứ hai bảng xếp hạng nghệ sĩ hàng đầu của Billboard Japan, và bài hát "Kaiju no Hanauta" nhảy lên vị trí thứ hai trên Billboard Japan Hot 100. Tại bảng xếp hạng nghệ sĩ cuối năm 2023 của Billboard Japan, Vaundy được xếp hạng 4 trong khi bài hát "Kaiju no Hanauta" được xếp hạng 3 trên Hot 100 cuối năm.
Vào ngày 15 tháng 11 năm 2023, anh phát hành album thứ hai Replica. Theo Vaundy, album được xem như là một phần trong dự án tốt nghiệp trong thời gian anh còn là sinh viên đại học. Một bài hát trong album là "Todome no Ichigeki" (トドメの一撃) có sự hợp tác của Cory Wong được dùng làm ca khúc kết thúc cho mùa thứ hai của anime Spy × Family. Vào tháng 12 cùng năm, bài hát "Time Paradox" được công bố sẽ được dùng làm bài hát chủ đề cho bộ phim Doraemon: Nobita và bản giao hưởng Địa Cầu. Năm 2024, anh biểu diễn bài hát "Homunculus" (ホムンクルス) và "Gift" cho bộ phim Boku no Hero Academia: You're Next.

## Danh sách đĩa nhạc

### Album phòng thu
| Tên album | Chi tiết album                                                                                          | Xếp hạng cao nhất | Xếp hạng cao nhất | Xếp hạng cao nhất |
| Tên album | Chi tiết album                                                                                          | JPN               | JPN Comb          | JPN Hot           |
| --------- | --- | ----------------- | ----------------- | ----------------- |
| Strobo    | - Phát hành: 27 tháng 5, 2020 - Hãng đĩa: SDR - Định dạng: CD, tải trực tuyến, streaming                | 5                 | 6                 | 4                 |
| Replica   | - Phát hành: 15 tháng 11, 2023 - Hãng đĩa: SDR - Định dạng: CD, tải trực tuyến, streaming, LP, cassette | 3                 | 3                 | 2                 |

### Đĩa đơn
| Tên đĩa                                      | Năm  | Xếp hạng | Album   |
| Tên đĩa                                      | Năm  | JPN Comb | Album   |
| -------------------------------------------- | ---- | -------- | ------- |
| "Fukakouryoku" (不可幸力)                    | 2020 | 42       | Strobo  |
| "Kaiju no Hanauta" (怪獣の花唄)              | 2020 | 5        | Strobo  |
| "Napori"                                     | 2020 | 24       | Strobo  |
| "Shiwaawase" (しわあわせ)                    | 2021 | 45       | Replica |
| "Hana Uranai" (花占い)                       | 2021 | 33       | Replica |
| "Odoriko" (踊り子)                           | 2021 | 20       | Replica |
| "Koikaze ni nosete" (恋風邪にのせて)         | 2022 | 26       | Replica |
| "Chainsaw Blood"                             | 2022 | 14       | Replica |
| "Hitomi bore" (瞳惚れ)                       | 2022 | 50       | Replica |
| "Sonna Bitter na Hanashi" (そんなbitterな話) | 2023 | 22       | Replica |
| "Time Paradox" (タイムパラドックス)          | 2024 | 6        | TBA     |
| "Homunculus" (ホムンクルス)                  | 2024 | 22       | TBA     |
| "Gift"                                       | 2024 | 22       | TBA     |

### Đĩa mở rộng
| Tựa đề                      | Chi tiết EP                                                                                      | Xếp hạng cao nhất | Xếp hạng cao nhất |
| Tựa đề                      | Chi tiết EP                                                                                      | JPN               | JPN Comb          |
| --------------------------- | ------------------------------------------------------------------------------------------------ | ----------------- | ----------------- |
| Hadaka no Yuusha (裸の勇者) | - Phát hành: 23 tháng 2, 2022 - Hãng đĩa: Sacra Music - Định dạng: CD, tải trực tuyến, streaming | 6                 | 5                 |

## Giải thưởng và đề cử
| Lễ trao giải                     | Năm  | Hạng mục                        | Đề cử        | Kết quả   | Ng.    |
| -------------------------------- | ---- | ------------------------------- | ------------ | --------- | ------ |
| Giải thưởng Âm nhạc MTV Châu Âu  | 2021 | Best Japanese Act               | Vaundy       | Đề cử     | [ 30 ] |
| Giải thưởng Âm nhạc MTV Nhật Bản | 2021 | Hiệu ứng hình ảnh xuất sắc nhất | "Shiwaawase" | Đoạt giải | [ 31 ] |
| Giải thưởng Âm nhạc MTV Nhật Bản | 2022 | Nghệ sĩ của năm                 | Vaundy       | Đoạt giải | [ 32 ] |